# Leevi and the Leavings
Leevi and the Leavings var ett finländskt rockband bildat 1978. Sångare och huvudsaklig både musik-och textförfattare i bandet var Gösta Sundqvist. Bandet gav ut flera hundra låtar men uppträdde bara en enda gång, under de finska eurovisionsuttagningarna 1981. Sista skivan gavs ut den 13 juni 2003. Den 15 augusti samma år avled Sundqvist i en hjärtattack. Han var då 46 år. De övriga tre bandmedlemmarna (Risto Paananen, Juha Karastie och Niklas Nylund) beslutade då att lägga ner bandet.
Leevi and the Leavings texter var ofta av tragikomisk natur och avhandlar bland annat ämnen som sexualitet, alkoholism, ensamhet och psykisk ohälsa.
Populära låtar är bland annat Mitä kuuluu, Marja-Leena?, Raparperitaivas, Unelmia ja toimistohommia, Poika nimeltä Päivi, Pohjois-Karjala, Teuvo, maanteiden kuningas, Vasara ja nauloja och Itkisitkö onnesta?. 

## Album
1. Suuteleminen kielletty (1980)
2. Mies joka toi rock ’n’ rollin Suomeen (1981)
3. Kadonnut laakso (1982)
4. Raha ja rakkaus (1985)
5. Perjantai 14. päivä (1986)
6. Häntä koipien välissä (1988)
7. Musiikkiluokka (1989)
8. Varasteleva joulupukki (1990)
9. Raparperitaivas (1991)
10. Turkmenialainen tyttöystävä (1993)
11. Rakkauden planeetta (1995)
12. Käärmenäyttely (1996)
13. Kerran elämässä (1998)
14. Bulebule (2000)
15. Onnen avaimet (2002)
16. Hopeahääpäivä (2003)